# Arteria iliaca esterna
L'arteria iliaca esterna è uno dei due rami in cui si divide l'arteria iliaca comune e quella con il calibro maggiore.

## Decorso
Si dirige insieme alla vena iliaca esterna, verso il basso e lateralmente lungo la linea arcuata, per portarsi, oltrepassando il legamento inguinale a livello della lacuna dei vasi, nella coscia e diventando l'arteria femorale.

## Rapporti
- Mediali
  - ileo terminale a destra
  - Sigma a sinistra
- Laterali
  - muscolo grande psoas

L'arteria, lungo il suo percorso, incrocia l'uretere, il nervo genitofemorale e le vene circonflesse iliache profonde. Nell'uomo incrocia anche i vasi testicolari e il dotto deferente, nella femmina i vasi ovarici e il legamento rotondo dell'utero.

## Collaterali
- Arteria epigastrica inferiore
- Arteria circonflessa iliaca profonda
- Rami per il muscolo grande psoas e la parete addominale